# Truskawki i czekolada
Truskawki i czekolada (hiszp. Fresa y chocolate) – kubański komediodramat z 1993 roku w reżyserii Tomása Gutiérreza Alei i Juana Carlosa Tabío, zrealizowany w ramach międzynarodowej koprodukcji. Adaptacja opowiadania pt. El lobo, el bosque y el hombre nuevo autorstwa Senela Paza.
Obraz miał swoją premierę na Kubie w grudniu 1993 roku. Zaprezentowano go następnie w konkursie głównym na 44. MFF w Berlinie, gdzie zdobył Srebrnego Niedźwiedzia – Nagrodę Specjalną Jury oraz nagrodę publiczności dla najlepszego filmu o tematyce LGBT. Film był oficjalnym kubańskim kandydatem do Oscara dla najlepszego filmu nieanglojęzycznego i jako pierwszy w historii reprezentant tego kraju uzyskał nominację do tej nagrody.

## Fabuła
Hawana, 1979 rok. Diego i Davida różni niemal wszystko: orientacja seksualna, poglądy polityczne, cechy charakteru. Gdy dyskutują o polityce, indywidualizmie i wyrażaniu siebie, zawiązuje się między nimi głęboka więź. Początkowa niechęć i podejrzliwość ustępuje miejsca fascynacji, również o charakterze fizycznym.

## Obsada
- Jorge Perugorría – Diego
- Vladimir Cruz – David
- Mirta Ibarra – Nancy
- Francisco Gattorno – Miguel
- Joel Angelino – Germán
- Marilyn Solaya – Vivian
- Andrés Cortina – ksiądz Santeria
- Antonio Carmona – chłopak[3]

## Produkcja
Zdjęcia kręcono w Hawanie.